# JRE POINT
JRE POINT（ジェイアールイーポイント）は、東日本旅客鉄道（JR東日本）が運営しているポイントプログラム。

## 概要
2016年2月23日から開始したJR東日本グループの共通ポイントプログラム。「Suicaポイント」・「えきねっとポイント」・ビューカード利用で貯まる「ビューサンクスポイント」・JRE BANK利用で貯まるポイントなど、JR東日本グループの駅ビル・サービス毎に提供されていたポイント制度を共通化することを目的に作られた。
駅ビルごとまたはエリア別に背景の異なるオリジナルのJRE POINTカードを発行し、それを駅ビルなどで提示することで利用できるほか、ビューカード（TypeⅡ対象外）にJRE POINTカードの機能を付与している（うち『JRE CARD』はJRE POINTの加算総額を最大の意図とし、JRE CARDのクレジットカード版として発行されている）。また、JRE POINTアプリまたはLINEに連携しているバーコードの提示でも利用が可能。サイトでの利用は番号を連携して利用する。

## 利用方法

### JRE POINTカード提示で貯まる店（旧・アトレポイント等の駅ビルポイント）
ポイントカードは下記店舗のサービスカウンターで申込受付を行っているほか、2018年8月以降はType IIカードや法人カード、一部提携カードを除くビューカードにポイントカード機能が付いたものが発行されている。既存のカードについても更新カードの発行の際にポイントカード機能が付与されたカードが発行されるが、再発行（有償）による切替も可能。
また、スマートフォンのJRE POINTアプリに表示されるバーコードを提示することも可能（ルミネ、NEWoMan及びルミネウィングについては、ビューカードあるいはアプリのバーコードの提示のみとなっているため、ポイントカードの提示による付与及び利用は不可）。
- アトレ（恵比寿、目黒、五反田、品川、大井町、大森、川崎、四谷、吉祥寺、上野、浦和、松戸、取手、秋葉原、亀戸、新浦安、大船）
- アトレヴィ（大塚、巣鴨、田端、信濃町、東中野、三鷹）
- プレイアトレ（土浦）
- グランデュオ（立川、蒲田）
- テルミナ（錦糸町）
- シャポー（市川、船橋、小岩、本八幡）
- シャポーロコ（平井）
- ビーンズ（阿佐ヶ谷、赤羽、亀戸、戸田公園、戸田、武蔵浦和、与野本町、西川口、武蔵中原、武蔵新城、中山、新杉田、保土ケ谷）
- ラスカ（茅ヶ崎、平塚、小田原、熱海）
- ペリエ（千葉、西千葉、稲毛、津田沼、検見川浜、稲毛海岸、海浜幕張、西船橋）
- モントレー（高崎）
- イーサイト（高崎、籠原、上尾）
- アズ熊谷（熊谷）
- MIDORI（長野、松本）
- CIAL（桜木町、鶴見）
- パセオ（宇都宮）
- nonowa（国立、西国分寺、武蔵小金井、東小金井、武蔵境）
- エクセル・エクセルみなみ（水戸）
- VAL（小山、古河）
- セレオ（国分寺、八王子、西八王子、相模原、甲府）
- ルミネ（新宿1・新宿2・エスト新宿・EATo LUMINE、有楽町1・有楽町2、北千住、池袋、立川、町田、荻窪、大宮1・大宮2、川越、横浜、藤沢）
- NEWoMan（新宿、横浜）
- ルミネウィング（大船）…指定の一部店舗のみ対応
- エスパル（仙台（本館）・II・仙台東館、福島、郡山、いわき、山形）
- フェザン（盛岡）
- トピコ・アルス（秋田）
- LOVINA・&LOVINA・A-FACTORY（青森）
- あおもり旬味館（新青森）
- アプリーズ（弘前）
- 東京駅のお店（北町ダイニング、黒塀横丁、キッチンストリート、グランアージュ、グランルーフ、グランルーフ フロント）
- リビット（山形駅エキナカ、米沢駅エキナカ、福島駅エキナカ、郡山駅エキナカ、新白河駅エキナカ、会津若松駅エキナカ、古川駅エキナカ、くりこま高原駅エキナカ）
- tekute（せんだい、dining（仙台）、ながまち・ながまち2、ほんしおがま、たがじょう）
- ピボット（福島、郡山、会津若松、仙台原ノ町、古川）
- いろといろ（仙台、秋田、盛岡）
- CoCoLo（新潟、長岡、湯沢・がんぎどおり）

### 登録したSuicaの利用でポイントが貯まる店（旧・Suicaポイント）
エキナカ
- コンビニ・売店・飲料自動販売機
  - NewDays
  - KIOSK
  - acure
- 駅ビル・駅構内店舗
  - エキュート
  - Edy's Bread
  - tekuteながまち
  - 黒塀横丁
  - Kitchen Street
  - 北町ダイニング
  - グランスタ
  - グランスタ　丸の内
  - グランルーフ
  - グランルーフ　フロント
  - BOOK EXPRESS
  - ペリエ
  - mAAch -KANDA MANSEIBASHI-
- 飲食店・お弁当・お土産
  - いろり庵きらく
  - 駅そば
  - 親父の製麺所
  - そばいち
  - 蕎香
  - HONEY'S BAR
  - Becker's
  - BECK'S
  - 駅弁屋
  - 銘品館
  - Daily Table KINOKUNIYA
  - KINOKUNIYA BAKERY
  - KINOKUNIYA entrée
- その他
  - 新幹線・特急列車の車内販売
  - JR東日本ホテルメッツ
  - Jexer
  - TRAINIART
  - 東京ステーションギャラリー
  - STATION WORK
  - 一部のコインロッカー

街ナカ
JRE POINTが貯められるのはJR東日本のエリア内にある店舗（一部を除く）に限られる。
- スーパー・ショッピングセンター
  - アリオ
  - イトーヨーカドー
  - グランツリー
  - セブンパーク
- 飲食店
  - デニーズ
  - ポッポ
- 書店
  - 紀伊國屋書店
- ファッション
  - コナカ
  - 洋服の青山
- ホテル
  - ホテルニューグランド
  - ホテルファミリーオ・ホテルフォルクローロ
- 飛行機(国内線機内販売)
  - ANA
- その他
  - タイムズ
  - ヤマト運輸
  - キャッシュレス・消費者還元事業によってSuicaでの決済がポイント還元対象となる店舗（2019年10月1日 - 2020年6月30日利用分が対象。コンビニエンスストア等会計時に値引きで還元される事業者は対象外。）

### ビューカードの利用で貯める（旧・ビューサンクスポイント）
- ビューカードを利用してえきねっとによる乗車券購入（予約時決済のみ）、モバイルSuicaによるSuicaグリーン券、定期券の購入やオートチャージの利用で1.5～8%（ゴールドカードの場合）または1.5～3%（ゴールドカード以外のカードの場合）のポイントが付与される。
  - 2021年6月30日利用分まではSuicaへのチャージやJR東日本のみどりの窓口・指定席券売機などにおける乗車券等の購入、モバイルSuicaの利用の場合は一律で1000円につき15ポイント (1.5%) が貯まっていた。2021年7月1日からはJR東日本のみどりの窓口や指定席券売機などにおける乗車券等の購入やカード式Suicaへのチャージは下記の還元率に変更された。
- 上記以外の加盟店ではビューカードの利用額1000円につき5ポイント (0.5%) が貯まる。
  - ただし、ビックカメラ・ソフマップ・コジマの店舗でビックカメラSuicaカードを使って決済した場合、ビックポイントのみ付与され、JRE POINTは付与されない。

### 鉄道の利用で貯める
JR東日本が発行したSuica、モバイルSuica、地域連携ICカードで利用した場合のみポイントが付与される。モノレールSuicaとりんかいSuicaで利用した場合はポイント付与の対象外となる。
Suicaの残高での鉄道利用
モバイルSuica利用の場合：50円ごとに1ポイント（50円未満でも1ポイント）
カード式Suica利用の場合：200円ごとに1ポイント（200円未満でも1ポイント）
Suicaグリーン券の購入
モバイルSuica利用の場合：50円ごとに1ポイント
カード式Suica利用の場合：200円ごとに1ポイント
モバイルSuica定期券の購入
50円ごとに1ポイント
「タッチでGo!新幹線」等による新幹線利用
モバイルSuica利用の場合：50円ごとに1ポイント
カード式Suica利用の場合：200円ごとに1ポイント
Suicaの入金残高で繰り返し鉄道利用（リピートポイントサービス）
ひと月に同じ運賃を10回以上支払うと還元の対象。10回乗車するとIC運賃1回分のポイントが還元され、11回以降は乗車の都度IC運賃の10％相当（端数切捨て）のポイントが還元される。
オフピークポイントサービス
- 平日にJR東日本在来線首都圏エリアでJR東日本の指定するピーク時間帯（90分間）の前後60分に自動改札機から入場するとポイントが付与されるサービス。
  - 対象の駅毎にピーク時間帯が異なり、駅に対象の時間帯が掲示されている。
- Suicaの通勤定期券で定期券区間を利用した場合のみ対象。
- 対象となるのは入場・出場ともに対象エリア内に含まれている場合のみで、入出場のどちらかが対象エリア外（他社線含む）の場合は対象外。
- 他社管理の改札口[注釈 2]から入場した場合は対象外。
- 当初は2021年3月15日から2022年3月31日までの予定であったが1年延長となり、2023年4月1日からは適用条件を変更の上で（後述）2024年3月31日まで実施されることになった。
- JR東日本では2023年3月18日より首都圏の電車特定区間を相互発着する区間に対してピーク時間帯以外のみ有効となる「オフピーク定期券」の発売を開始したことに伴い、2023年4月1日からは電車特定区間内相互を発着する定期券については対象外となり、オフピーク定期券発売対象外の定期券利用者が電車特定区間外から利用する場合のみ対象となった。
  - 2022年4月1日から2024年3月31日まで
    - 1ヵ月の利用回数が1～4回：5ポイント
    - 1ヵ月の利用回数が5回以上：25ポイント
    - ポイント還元は月に20回まで（月最大420ポイント）

  - 2021年3月15日から2022年3月31日まで
    - ピーク時間帯の前60分（早起き時間帯）に駅に入場：15ポイント
    - ピーク時間帯の後60分（ゆったり時間帯）に駅に入場：20ポイント

### JRE MALL利用で貯める・使う
- JRE MALLとJRE POINTを連携させることで、商品価格100円(税抜)につき1ポイント（ビューカードで決済した金額については3ポイント）が付与。
- JRE MALLとJRE POINTを連携させることで、1ポイント1円として利用可能。

### えきねっとの利用で貯める・使う

#### 貯める
- JRの指定席券、トクだ値、特別企画乗車券、新幹線eチケットの指定席商品を購入し、指定席券売機[注釈 3]で受け取る：発売額の0.5%
- JRの新幹線eチケットの指定席商品を購入し、チケットレス乗車で乗車をする：発売額の2%
- JRのチケットレス特急券を購入：発売額の5%
- JRツアーを予約した場合：500円(税込)につき1ポイント
- 駅レンタカーを予約した場合：200円(税込)につき1ポイント

#### 使う
- JR東日本管内の新幹線eチケット普通車指定席の金額でグリーン車・グランクラスへのアップグレードが可能となる。
- JR東日本管内の新幹線eチケットの特典チケット(普通車指定席のみ)、在来線特急チケットレス特急券への交換。

### JRE BANKの利用で貯める・使う
JRE BANKの口座とJRE POINTのユーザーIDを紐付けて連携させることで様々なサービスが受けられるJRE BANKプラスを開始しており、ポイントも付与される。

#### 貯める
- 以下の口座利用に応じてポイントが付与される。付与倍率はその月の口座残高または取引件数に応じて判定されるステージに応じて変わる。
  - ビューアルッテでの現金引き出し、他行との間での振り込み、給与・賞与・年金の受け取り
  - 口座振替（ビューカードの利用額の引き落としとそれ以外とで付与ポイント数は異なる）、Pay-easyやコンビニ支払いサービスの利用
  - 公営競技のインターネット投票への入金、宝くじの購入
  - 即時入金サービスの利用
- デビットカード機能付キャッシュカード「JRE BANKデビット」でデビット決済すると20歳以上は500円ごと、20歳未満は200円ごとに1ポイント付与。

### その他
- スマートフォンのJRE POINTアプリで午前10時 - 午後10時の間に上記のカードの提示で貯まる店付近でチェックインを行うと、0 - 100ポイントの期間限定ポイントを取得出来る。複数駅でチェックイン可能だが、チェックイン回数は最大1日10駅までに制限されている。

## JRE POINT ステージ
JRE POINTの加算・利用数に応じてステータスを付与するもの。
2023年10月1日より、ステージの適用を開始した。
鉄道会社のポイントサービスではあるが、ステージアップのためには、登録されているSuicaおよびVIEWカードによる鉄道関連利用（鉄道カテゴリ）に加え、各駅ビル・駅ナカやJRE MALLでの利用（お買いものカテゴリ）でも同等のポイント数を獲得する必要があるのが特徴。また、期間限定ポイントなど、ステージ判定対象外のポイントもある。

### ステージ判定期間
年2回判定更新される。
- 3月から8月までの利用内容を集計して、10月に反映。
- 9月から翌年2月までの利用内容を集計して、4月に反映。

メールマガジンに登録していると、集計期間中1ヶ月毎にポイント使用状況を中間集計し、次回適用条件を満たしている最高ステージが通知されるサービスがあったが、サイト上に随時次回ステージを通知する機能が2025年2月に追加されたことにより、2025年6月に廃止予定。

### ステージ条件と内容
条件及び特典は基本的に上位ステージでも共通
- プレミアム：総額10,000ポイントを獲得する（ただし、その内訳が鉄道とお買いものカテゴリでそれぞれ1,000ポイント以上あること）。また、3,000ポイント以上を利用する。
  - 2期以上プレミアムを維持している場合の追加特典
TRAIN SUITE 四季島優先申込権1回（全般メルマガを受信できる状態にしておく必要がある）
どこかにビューーン！を1名分ポイントで2名分買える割引クーポン1枚
一部ホテルのレストランでのランチペアクーポン券1枚
  - プレミアム基本特典
普通列車Suicaグリーン券が交換額400ポイントに割引無制限
どこかにビューーン！2000ポイント割引クーポン6枚
期間限定ポイント3倍キャンペーン自動適用
など
- ステージ3：Suica及びVIEWカードを両方JRE POINTのサイト上で連携する。総額3,000ポイントを獲得する（ただし、その内訳が鉄道とお買いものカテゴリでそれぞれ300ポイント以上あること）。また、1,000ポイント以上を利用する。
  - ステージ3特典
普通列車Suicaグリーン券が交換額500ポイントに割引無制限（通常は600ポイント）
JR東日本びゅうダイナミックレールパスの旅行代金8%引きクーポン無制限
期間限定ポイント2倍キャンペーン自動適用
など
- ステージ2：総額300ポイントを獲得する。
  - ステージ2特典
NewDays・BECK'S COFFEE SHOPなどの割引クーポン
- ステージ1：JRE POINTサイトへの会員登録を行うこと。
  - ステージ1特典
キャンペーン等のメルマガ配信のみ

## 歴史
- 2015年（平成27年）7月14日：サービスの概要が発表される[6]。
- 2016年（平成28年）
  - 2月23日：アトレ・アトレヴィ全店、ボックスヒル取手、シャポー（市川・船橋）、テルミナでサービスが開始される[7]。
  - 3月1日：グランデュオ全店でサービスが開始される[7]。
  - 4月15日：シャポー小岩でサービスが開始される[7]。
  - 9月2日：ラスカでサービスが開始される（ラスカ熱海は11月25日オープン）[8]。
  - 10月1日：ペリエでサービスが開始される[8]。
  - 10月25日：高崎モントレーでサービスが開始される[8]。
  - 11月9日：MIDORIでサービスが開始される[8]。
  - 11月14日：CIAL鶴見でサービスが開始される[8]。
  - 11月24日：パセオでサービスが開始される[8]。
  - 12月1日：nonowa東小金井でサービスが開始される[9]。
  - 12月5日：アトレ大船がオープンし、サービスが開始される[9]。
  - 12月8日：シャポー本八幡でサービスが開始される[9]。
- 2017年(平成29年)
  - 2月16日：仙台駅（リビット仙台駅エキナカ）[9]、エスパル全店[10]、エクセル、VAL古河、フェザン、あおもり旬味館でサービスが開始される[8]。
  - 2月27日：東京駅（北町ダイニング、黒塀横丁、キッチンストリート、グランアージュ、グランルーフ、グランルーフ フロント）でサービスが開始される[9]。
  - 7月7日：ビーンズ新杉田でサービスが開始される[11]。
  - 7月25日：ビーンズ阿佐ヶ谷がオープンし、サービスが開始される[12]。
  - 10月1日：イーサイト高崎でサービスが開始される[11]。
  - 10月4日：アズ熊谷、イーサイト上尾、イーサイト籠原でサービスが開始される[11]。
  - 11月1日：tekuteながまちでサービスが開始される。
  - 12月5日：SuicaポイントがJRE POINTに共通化[13]。
- 2018年(平成30年)
  - 2月1日：nonowa（武蔵境、武蔵小金井、国立）でサービスが開始される[14]。
  - 3月20日：シャポーロコ平井（新規オープン）とCIAL桜木町でサービスが開始される[15][16]。
  - 3月26日：JRE MALLがオープン[17]。
  - 4月1日：Dila西船橋がペリエ西船橋にブランド変更。それと同時にJREポイントサービスが開始される[18]。
  - 4月25日：VAL小山でサービスが開始される。
  - 6月28日：ビューサンクスポイントがJREポイントに共通化[19]。
  - 9月13日：nonowa西国分寺でサービスが開始される[20]。
  - 10月1日：郡山ピボット、郡山駅・新白河駅のエキナカ（リビット）でサービスが開始される[21]。
  - 11月1日：CoCoLo全店、会津若松ピボット、会津若松駅エキナカ（リビット）でサービスが開始される[22][21]。
  - 11月16日：プレイアトレでサービスが開始される[23]。
  - 12月1日：仙台原ノ町ピボット、長町駅エキナカ（リビット）でサービスが開始される[21]。
- 2019年（平成31年・令和元年）
  - 2月1日：古川ピボット、古川駅・くりこま高原駅エキナカ（リビット）でサービスが開始される[21]。
  - 3月1日：Ekito.Tagajo、多賀城駅エキナカ（リビット）でサービスが開始される[21]。
  - 10月1日：Suicaの鉄道利用でポイントの付与が開始される[24]。また、キャッシュレス・消費者還元事業による還元とは別に、駅ナカ店舗におけるSuica決済で2%、駅ビル店舗におけるJRE CARDの決済で5.5%還元される『キャッシュレスでJRE POINT還元キャンペーン』を開始。
  - 11月12日：セレオ全店でサービスが開始される[25]。
- 2020年（令和2年）
  - 3月3日：トピコ&アルスでサービスが開始される[26]。
  - 3月14日：「タッチでGO!新幹線」等の新幹線利用でポイントが貯まるようになる。
  - 11月10日：ラビナ&A-FACTORYでサービスが開始される[27]。
  - 11月20日：アプリーズでサービス開始[27]。
- 2021年（令和3年）
  - 3月1日：リピートポイントサービスの開始[28]。
  - 3月15日：オフピークポイントの開始[28]。
  - 6月27日：えきねっとの利用でポイントの付与・利用が可能となる[29]。
- 2022年（令和4年）
  - 3月23日：LINE上にてポイントカードの利用が可能になる[30]。
- 2024年（令和6年）
  - 2月8日：ルミネ、ニュウマン全館で導入を完了[31]。
  - 5月9日：JRE BANKサービス開始に伴い、同サービスのデビットカード利用時のポイント付与を開始。利用には、JRE BANK+の登録により紐づけが必要。